# Campionato italiano di hockey su ghiaccio 1927
Il campionato italiano di hockey su ghiaccio 1927, 3ª edizione (grazie a una manovra retroattiva) del massimo campionato nazionale, si disputò in gara unica il 26 febbraio 1927, presso il Palazzo del Ghiaccio di Milano. Ai vincitori viene assegnata la Coppa Cinzano, messa in palio dalla Casa Vinicola "Marone Cinzano".

## Formazioni
Le squadre che presero parte a questo primo trofeo furono due, provenienti da Milano e da Cortina d'Ampezzo:
- HC Milano
- GS Dolomiti Cortina Hockey

## Finale
La formazione di casa sconfisse gli avversari per 7-1, conquistando così per la terza volta consecutiva la Coppa Cinzano messa in palio per il vincitore. A partire da quest'anno, con una manovra retroattiva, la conquista della Coppa Cinzano nelle due stagioni precedenti valse come titolo nazionale.

### Referto
| Milano 26 febbraio 1927 | Hockey Club Milano | 7 – 1 (6-1; 1-0) | Gruppo Sportivo Dolomiti Cortina | Palazzo del ghiaccio |

## Formazione vincitrice
| HC Milano 3º titolo | Gianmario Baroni, Vittorio Bianchi, Guido Botturi, Enrico Calcaterra, Edoardo Piazza, Luigi Redaelli, Piero Roulet, Gianni Scotti, Decio Trovati |